# Marco Saligari
Marco Saligari (Sesto San Giovanni, 18 mei 1965) is een Italiaans voormalig wielrenner, die in de jaren 80 en 90 reed bij de Italiaanse ploegen Ceramiche Ariostea en MG Maglificio. In 1993 won hij de Ronde van Zwitserland. Na zijn actieve loopbaan werd hij ploegleider.

## Belangrijkste overwinningen
1985
- Trofeo Città di Castelfidardo

1990
- Ronde van Toscane

1993
- Eindklassement Ronde van Zwitserland

1995
- 6e etappe Parijs-Nice
- 4e etappe Hofbrau Cup

1998
- GP La Marseillaise

## Resultaten in voornaamste wedstrijden
| Jaar | Ronde van Italië | Ronde van Frankrijk | Ronde van Spanje |
| ---- | ---------------- | ------------------- | ---------------- |
| 1987 | 54e              |                     |                  |
| 1988 | 93e              |                     |                  |
| 1989 |                  |                     |                  |
| 1990 | 92e              |                     |                  |
| 1991 |                  |                     |                  |
| 1992 | 98e (1)          |                     |                  |
| 1993 | 52e (1)          |                     |                  |
| 1994 | 64e (1)          |                     |                  |
| 1995 | 67e              |                     |                  |
| 1996 | 44e              | 72e                 |                  |
| 1997 |                  | 95e                 |                  |
| 1998 | 92e              |                     |                  |

| Jaar | Milaan-San Remo | Gent-Wevelgem | Ronde van Vlaanderen | Amstel Gold Race | Luik-Bast.‑Luik | Ronde van Lombardije | Waalse Pijl |
| ---- | --------------- | ------------- | -------------------- | ---------------- | --------------- | -------------------- | ----------- |
| 1987 | 122e            | 53e           |                      |                  | 56e             |                      |             |
| 1988 | 102e            |               |                      |                  |                 |                      | 54e         |
| 1989 | 79e             |               |                      |                  |                 | 52e                  |             |
| 1990 | 101e            | 51e           | 58e                  |                  |                 |                      |             |
| 1991 |                 |               |                      |                  |                 |                      | 84e         |
| 1992 |                 |               |                      |                  |                 |                      |             |
| 1993 | 33e             |               |                      | 43e              |                 |                      |             |
| 1994 |                 |               |                      | ↑                | 8e              |                      | 53e         |
| 1995 | 120e            | 65e           |                      | 37e              |                 |                      | 66e         |
| 1996 | 50e             | 71e           |                      | 45e              | 31e             |                      | 67e         |
| 1997 | 152e            |               |                      |                  | 97e             |                      | 102e        |
| 1998 | 157e            |               |                      |                  |                 |                      |             |